# Heliocopris pirmal
Heliocopris pirmal là một loài bọ cánh cứng trong họ Bọ hung (Scarabaeidae).